# Hängen, Ausweiden und Vierteilen

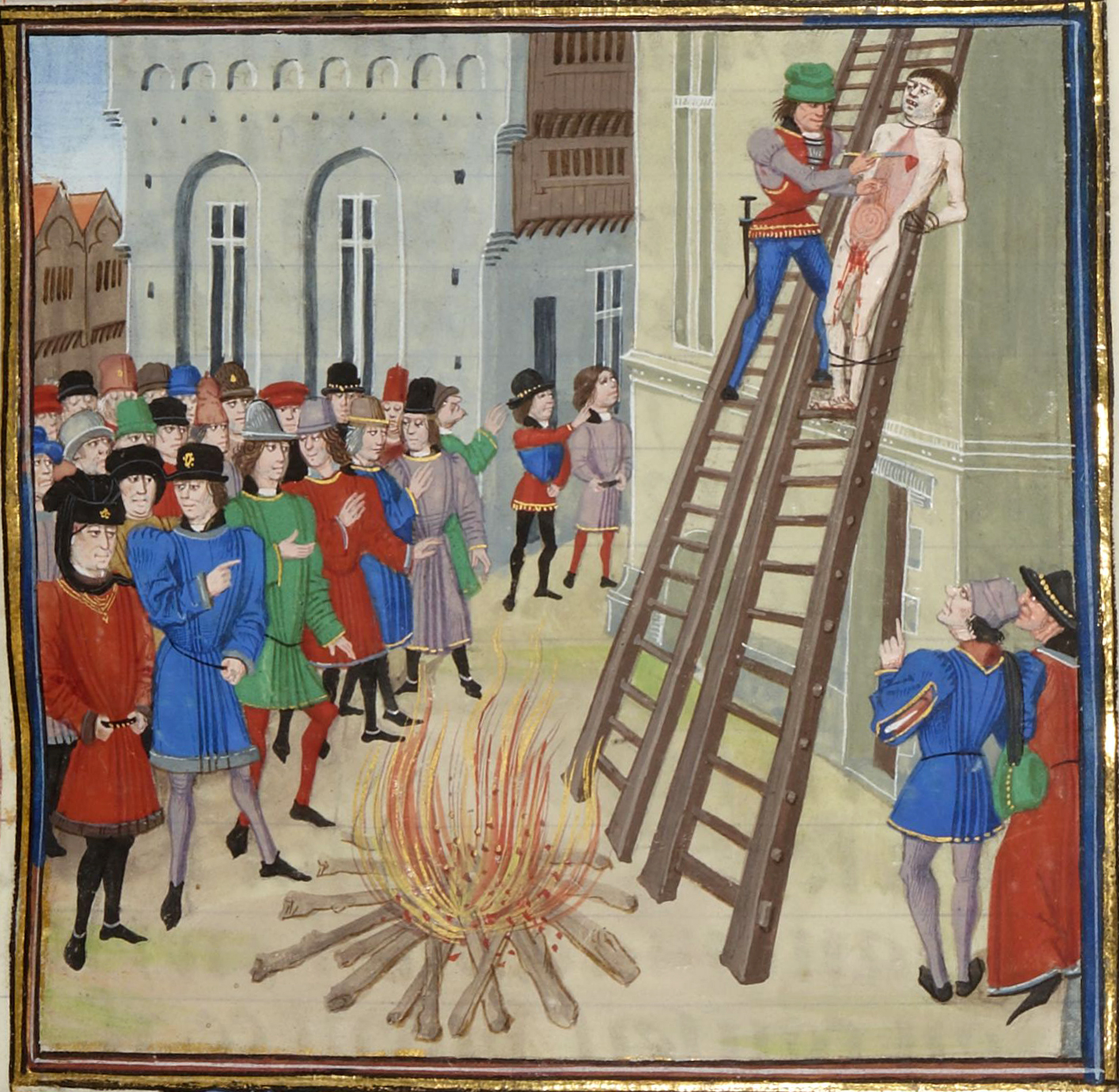
Die Hinrichtung von Hugh le Despenser 1326 (dargestellt von Jean Froissart, ca. 1470)

Hängen, Ausweiden und Vierteilen (englisch hanged, drawn and quartered) war eine in England verhängte Hinrichtungsart für Hochverrat oder Falschmünzerei. Verhängt wurde sie von den Assisen, einem von der Krone eingesetzten Gerichtshof für Kapitalverbrechen. Anfang des 18. Jahrhunderts wurde die Strafe nicht mehr angewendet und durch das traditionelle Hängen ersetzt. Die Strafe existierte vor ihrer endgültigen Abschaffung nur noch in Gesetzestexten, aus denen sie 1870 gestrichen wurde. Die Todesstrafe für Hochverrat (sowie alle anderen Straftaten) wurde in Großbritannien 1998 abgeschafft.
Diese Hinrichtungsart wurde erstmals während der Regierungszeit des englischen Königs Heinrich III. praktiziert und 1867 zum letzten Mal verhängt, ohne jedoch auf diese Art vollstreckt zu werden.

## Vorgehensweise

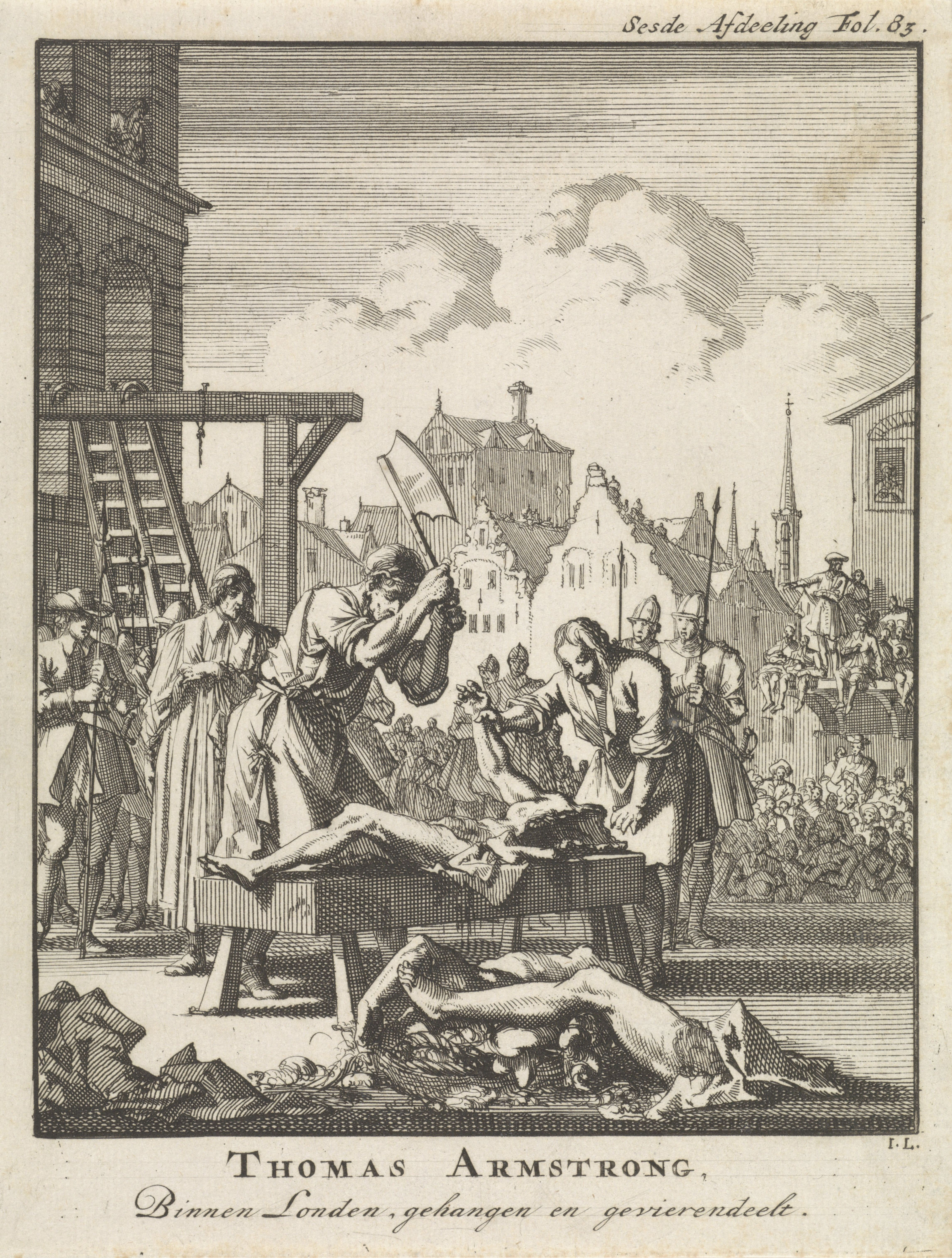
Hinrichtung von Thomas Armstrong im Jahre 1684, Kupferstich von 1684

### Hängen
Als Ort der Vollstreckung war oft der Heimatort des Verurteilten vorgesehen, nicht der Ort seiner Festnahme oder der Sitz des Gerichts. Der Verurteilte wurde auf einem Gatter oder einer Leiter zum Richtplatz gezerrt (drawing). Dort wurde er, auf dem Gatter bzw. der Leiter stehend, durch Wegklappen des Standes zunächst am Hals stranguliert (hanged), ohne ihn jedoch zu töten. 

### Ausweiden
Danach wurde er bei lebendigem Leib ausgeweidet: Die Genitalien wurden abgeschnitten und seine Gedärme nach Aufschlitzen der Bauchhöhle aus dem Leib gezogen. Das Wort drawn, dt. „Ziehen“ steht gemäß der Encyclopædia Britannica, dem Oxford English Dictionary und anderer Quellen für das Ausdärmen, also das Herausziehen des Darms aus der Bauchhöhle, und erklärt damit die Reihenfolge in der Aufzählung nach dem Hängen. Diese Sichtweise ist in jüngerer Zeit umstritten. Der Historiker Ian Mortimer schreibt, dass die separate Erwähnung der Ausweidung ein relativ modernes Merkmal sei und dass die Annahme, drawn bedeute „Ausweiden“, zwar häufig vorkam, aber falsch sei. Vielmehr könnte drawn für Ziehen bzw. Schleifen (als Transportmethode) stehen und nach dem Hängen erwähnt worden sein, da es ein zusätzlicher Teil der Hinrichtung war.
Das Herz wurde herausgeschnitten und zusammen mit den Eingeweiden vor den Augen aller Zuschauer verbrannt (Quellen berichten von noch lebenden Verurteilten, was physiologisch aber unmöglich ist). 

### Vierteilen
Dann wurde der Verurteilte enthauptet, anschließend wurde der Körper in vier Teile zerhackt oder zersägt (quartered). Die Beine wurden nach überlieferten Quellen über der Hüfte bzw. dem Becken abgehackt, die Arme mit Teilen des oberen Rumpfs längs entlang der Wirbelsäule. Die Körperteile sowie der Kopf wurden zur Abschreckung auf vier Pfählen entweder am Ort der Hinrichtung oder in den vier Himmelsrichtungen am Stadtrand öffentlich zur Schau gestellt. Um die Verwesung zu verzögern, wurden die Körperteile zum Teil zuvor in heißem Wasser gegart. Das öffentliche Zurschaustellen der Leichenteile wurde 1843 abgeschafft.
Wie auch andere historische Hinrichtungsarten, die mit extremer Folterung einhergehen, diente die Methode insbesondere dazu, das Volk durch Abschreckung gefügig zu machen. Der Einsatz von Martern und Todesqualen sowie deren öffentliche Zurschaustellung dienten darüber hinaus als Demonstration der Macht.

## Berühmte Opfer

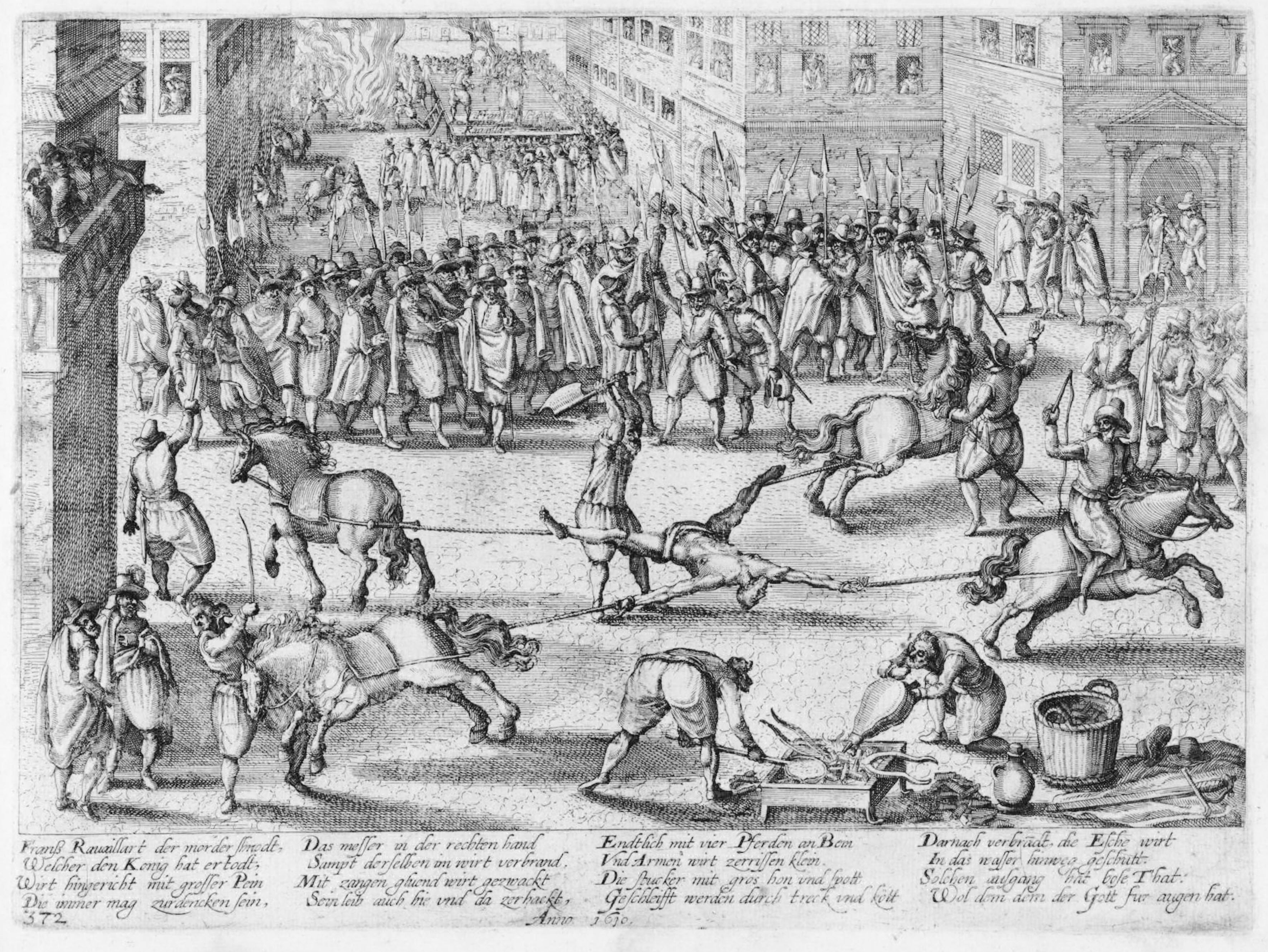
Hinrichtung des Königsmörders François Ravaillac 1610

Die Hinrichtungsart Hängen, Ausweiden und Vierteilen wurde erstmals während der Regierungszeit des englischen Königs Henry III. praktiziert und war bei Hochverrat bis Anfang des 18. Jahrhunderts üblich. Hunderte, die des Verrats angeklagt wurden, kamen auf diese brutale Weise zu Tode.
- 1283 wurde der walisische Fürst Dafydd ap Gruffydd unter König Edward I. („Longshanks“) als erster Angehöriger des Hochadels gehängt, ausgeweidet und gevierteilt.[6]

- 1305 wurde der schottische Nationalheld William Wallace des Hochverrats angeklagt und zum Tod durch Hängen, Ausweiden und Vierteilen verurteilt. Die Hinrichtung wurde in der Amtszeit von Edward I., der den Beinamen Hammer of the Scots (Hammer der Schotten) trug, am 23. August 1305 öffentlich in London vollzogen.[7]

- 1326 wurde Hugh le Despenser, Günstling Edwards II. nach dessen Sturz auf diese Art hingerichtet.[8]
- 1381 wurde der Priester John Ball nach einer Ansprache im Vorfeld des englischen Bauernaufstands, mit der er den Ausspruch „Als Adam grub und Eva spann, wo war denn da der Edelmann?“ prägte, ‚drawn and quartered‘.

- Zwischen 1535 und 1540 wurde ein Großteil der vierzig Märtyrer von England und Wales wegen ihrer Weigerung, nach dem Willen Henry VIII. den Suprematseid abzulegen, durch Hängen, Ausweiden und Vierteilen in Tyburn hingerichtet, darunter der Kartäuser-Prior John Houghton. Nur sechs der vierzig Angeklagten entgingen dieser brutalen Hinrichtungsmethode.[9]

- 1605 wurden die Mitverschwörer von Guy Fawkes, die an der Schießpulververschwörung beteiligt waren, zu dieser Todesart verurteilt. Fawkes selbst verkürzte sein Sterben, da es ihm gelang, vom Galgenpodest zu springen, wobei er sich das Genick brach.[10]

- 1610 wurde der französische Königsmörder François Ravaillac nach der Ermordung des französischen Königs Henri IV. zu dieser Hinrichtungsart verurteilt. Er wurde erst gemartert und dann durch Vierteilung mittels Pferden hingerichtet.[2]

- 1684 wurde der britische Offizier Sir Thomas Armstrong aufgrund seiner Beteiligung an der Rye-House-Verschwörung, die zum Ziel hatte, den englischen König Charles II. zu ermorden, des Hochverrats angeklagt und öffentlich gehängt, ausgeweidet und gevierteilt.[11]

- 1803 wurde Edward Despard, irischer Offizier im Dienst der englischen Krone, gemeinsam mit sechs Komplizen gehängt, ausgeweidet und gevierteilt, weil sie ein Attentat auf George III. geplant haben sollen.[2]

Der frühere Lordkanzler und Schriftsteller Sir Thomas Morus sollte zur Amtszeit von Henry VIII. ebenfalls durch Hängen, Ausweiden und Vierteilen hingerichtet werden. Der König milderte das Todesurteil jedoch noch ab, und Morus wurde 1535 durch Enthauptung hingerichtet.